# Matteo Pérez Vinlöf
Olof Matteo Pérez Vinlöf (* 18. Dezember 2005 in Stockholm) ist ein schwedisch-peruanischer Fußballspieler. Er steht seit der Saison 2025/26 bei Dinamo Zagreb unter Vertrag.

## Karriere

### Verein
Matteo Pérez Vinlöf, Sohn eines peruanischen Vaters und einer schwedischen Mutter, wurde in Stockholm geboren und spielte dort zunächst für IF Brommapojkarna. Später absolvierte er ein Probetraining in Peru bei Sporting Cristal, wechselte allerdings innerhalb der schwedischen Hauptstadt zu Hammarby IF. Während seiner Zeit bei Hammarby zog Pérez Vinlöf das Interesse des FC Bayern München auf sich und im Januar 2022 wagte er schließlich den Sprung in das Nachwuchsleistungszentrum des deutschen Rekordmeisters.
In der bayerischen Millionenmetropole kam er in seinem ersten halben Jahr hauptsächlich in der A-Jugend zum Einsatz und nach der Sommerpause erkämpfte er sich dort einen Platz in der Stammelf als linker Außenverteidiger. Obwohl Matteo Pérez Vinlöf noch für die U19 spielberechtigt gewesen wäre, kam er in der Saison 2023/24 hauptsächlich für die zweite Mannschaft in der vierten Liga (Regionalliga Bayern) zum Einsatz, ehe er schließlich beim 2:0-Sieg am 12. Mai 2024 in der Allianz-Arena gegen den VfL Wolfsburg 18-jährig sein Profidebüt in der Bundesliga gab.
Im Juli 2024 erhielt er beim FC Bayern einen Profivertrag bis 30. Juni 2027 und wurde zur Saison 2024/25 an den österreichischen Bundesligisten FK Austria Wien verliehen. Während der Leihe absolvierte er 31 der 32 Partien in der Bundesliga, mit der Austria beendete er die Spielzeit als Dritter.
Zur Saison 2025/26 kehrte Pérez Vinlöf nicht mehr nach München zurück, sondern wechselte fest zu Kroatiens Vizemeister Dinamo Zagreb.

### Nationalmannschaft
Matteo Pérez Vinlöf vertrat Schweden bis jetzt in den Altersklassen U16, U17 und U18.
Im Juli 2022 wurde ein Artikel von der spanischen Sportzeitung AS publik, der zufolge er nach Peru reisen solle, um die Nachwuchsnationalteams des südamerikanischen Landes „auszuprobieren“. Der peruanische Fußballverband sucht im Ausland nach Spielern mit peruanischen Wurzeln. Im Jahr 2023 sagte Perez Vinlöf in einem Interview mit dem schwedischen Fußballportal „Fotbollskanalaen“ folgende Worte: „Natürlich sind beide Länder eine gute Wahl für mich, denn sie liegen mir sehr am Herzen. Ich habe Schweden bis einschließlich der U18-Nationalmannschaft vertreten, und ich weiß, dass die peruanische U23-Nationalmannschaft daran interessiert ist, mich in ihre bevorstehenden Qualifikationsspiele für die Olympischen Spiele einzubeziehen“. Er fügte noch hinzu: „Wie auch immer ich mich entscheide, ich werde mich hundertprozentig darauf konzentrieren.“
Im Juni 2024 wurde Vinlöf in die schwedische A-Nationalmannschaft berufen, kam aber in den beiden Partien gegen Dänemark und Serbien noch nicht zu einem Einsatz.